# نورثروپ پی-۶۱ بلک ویدو
نورثروپ پی-۶۱ بلک ویدو (به انگلیسی: Northrop P-61 Black Widow) (بیوه سیاه) یک هواگرد جنگنده تک‌باله دو موتوره ساخت شرکت نورثروپ در ایالات متحده است. پی-۶۱ نخستین هواگرد اختصاصاً طراحی‌شده عملیاتی در نقش جنگنده شبانه نیروی هوایی نیروی زمینی ایالات متحده به حساب می‌آید.

## مشخصات فنی
پی-۶۱اِی:
مشخصات عمومی
- خدمه: ۳ نفر
- طول: ۱۴٫۹ متر
- طول بال: ۲۰٫۱ متر
- نیرومحرکه: ۲ × موتور شعاعی پرت اند ویتنی آر-۲۸۰۰–۶۵ دوبل واسپ: ۲٬۲۵۰ اسب بخار

عملکرد
- حداکثر سرعت: ۵۸۹ کیلومتر بر ساعت

تسلیحات
- ۴ × توپ خودکار ۲۰ میلی‌متری ام۲
- ۲٬۹۰۰ کیلوگرم بمب